# Bertincourt

Bertincourt este o comună în departamentul Pas-de-Calais, Franța. În 1 ianuarie 2022 avea o populație de 918 de locuitori.